# Jeremy Purvis
Jeremy Purvis, baron Purvis de Tweed (né le 15 janvier 1974) est un homme politique libéral démocrate écossais, et est député au Parlement écossais pour Tweeddale, Ettrick et Lauderdale de 2003 à 2011. Il est nommé à la Chambre des lords en août 2013. 

## Jeunesse
Il est né à Berwick-upon-Tweed, en Angleterre, où il va ensuite à l'école. Il étudie la politique et l'histoire moderne à l'université de Londres et obtient son diplôme en 1996. À l'université, il travaille pour le groupe ELDR (libéral) au Parlement européen et à l'Internationale libérale.

## Carrière
Après avoir obtenu son diplôme, Purvis travaille à temps plein pour David Steel à la Chambre des communes, puis dirige son bureau à la Chambre des lords. En 1998, il s'installe à Édimbourg pour travailler pour une société d'affaires parlementaires et en 2001, il crée, avec un collègue directeur, son propre cabinet de conseil en communication stratégique, qui conseille les clients en matière de communication.
Il est élu au Parlement écossais en 2003 à l'âge de 29 ans, faisant de lui le plus jeune député de circonscription à l'époque. Il est le porte-parole sur les finances des libéraux-démocrates écossais, puis le porte-parole sur la justice et les affaires intérieures. Il est réélu en 2007 après une campagne serrée, certains médias donnant la candidate du Parti national écossais Christine Grahame, gagnante. En fin de compte, les deux partis ont considérablement augmenté leurs parts de vote aux dépens des conservateurs et des travaillistes. La marge de Purvis diminue de 0,2 point de pourcentage mais augmente de 65 voix; cet écart est dû à une forte augmentation du taux de participation aux élections de 2007. Il est ensuite battu par Grahame aux élections de 2011.
Il est le porte-parole des libéraux démocrates écossais pour l'économie et les finances. Il rédige le Manifeste électoral de 2011 des libéraux démocrates écossais. Il vit actuellement à Galashiels.
Il est créé pair à vie le 13 septembre 2013 en prenant le titre de baron Purvis de Tweed, de East March dans les Scottish Borders.
En Juin 2025,  Lord Purivis dépose une motion de censure, à la chambre des lors, contre la ratification de l'accord de restitution des Chagos situé, dans le territoire britannique de l'océan indien.